# Seán Sammon

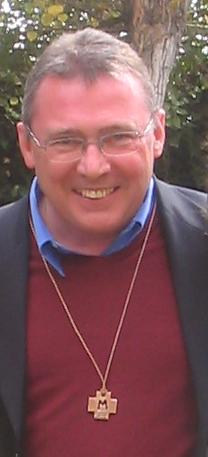
Hermano Seán Sammon, durante una visita a Santiago, Chile.

Hermano Seán Sammon (n. Nueva York, 26 de noviembre de 1947), religioso estadounidense de la Congregación de los Hermanos Maristas. Fue el superior general de su congregación entre el 3 de octubre de 2001 y el 26 de septiembre de 2009.

## Biografía
El Hermano Seán nació en Manhattan, Nueva York, dentro de una familia de inmigrantes; su padre era irlandés y su madre inglesa. Inició su camino en la congregación en el St. Agnes Boys High School, y continuó con el estudiantado en Cold-Spring-on-Hudson, Nueva York. Hizo el noviciado en Tyngsborough, Massachusetts y realizó sus primeros votos en 1967.
Se graduó del colegio marista de Poughkeepsie en 1970. Hizo clases en su alma mater al mismo tiempo que estudiaba en el The New School donde consiguió un grado de Master en 1973. Recibió el doctorado en psicología clínica de la Universidad de Fordham en 1982. En 1978 había sido invitado a ser un miembro del equipo de la House of Affirmation, un centro de rehabilitación, en Massachusetts y en 1982 fue nombrado su Director Clínico Internacional, posición que tuvo hasta 1987.
Ha publicado diez libros y un gran número de artículos y cintas de audio sobre temas de psicología y vida religiosa. En 1987 fue nombrado provincial de Poughkeepsie. Durante ese período fue elegido presidente de la Conferencia de Superiores de Hombres Religiosos de los Estados Unidos. Desde 1993 ha sido vicario general de los Hermanos Maristas. El 3 de octubre de 2001, fue elegido superior general de su congregación, cargo que ocupó hasta el 26 de septiembre de 2009.